# Doujinshi
Doujinshi (同人誌, doujinshi) er hjemmelavede japanske medier, typisk magasiner, manga eller romaner. De laves ofte af amatører, der ønsker at udgive deres egne kreationer, om end nogle professionelle også bruger det som måde at udgive ting udenom den regulære industri. De sælges først og fremmest på regulære doujinshitræf, af hvilke Comicket (kort for "Comic Market"), der afholdes to gange årligt i Tokyo, er den største. Meget doujinshi er baseret på andres værker uden tilladelse, og kunstnerne sælger dem derfor normalt i begrænset oplag for ikke at vække for meget opsigt. Det betyder imidlertid også, at det ellers betydelig publikum kun har begrænset adgang til de gode kunstneres doujinshi, da kun de hurtige eller heldige kan nå at få fat i dem, før der er udsolgt.
Op gennem 1990'erne og 2001'erne er det at lave doujinshi blevet stadigt mere populært og tiltrækker tusindvis af såvel kunstnere som fans. Den teknologiske udvikling har desuden gjort det meget nemmere også for privatpersoner at skrive, tegne, promovere, udgive og distribuere deres værker. For eksempel bliver nogle doujinshi nu udgivet på digitale medier. Desuden er mange kunstnere på vej over til download via internettet og print-on-demand, mens andre har fundet vej til salg via hjemmesider.
Begrebet doujinshi er afledt af doujin (同人, bogst. "samme person"), der refererer til en eller flere personer, der deler ens mål eller interesser, og shi (誌), et suffiks, der generelt betyder "regelmæssig udgivelse". Doujinshi er del af en større kategori af doujin, der også omfatter, men ikke kun, kunstsamlinger, anime, hentai og spil. Grupper der laver doujinshi betegner sig selv som kredse eller cirkler (サークル, saakuru). Nogle af disse grupper består dog reelt kun af en person og kaldes nogle gange for personlige kredse (個人サークル, kojin saakuru).

## Historie
Pioneren blendt doujinshimagasiner var Morgenklokke (明六雑志), der blev udgivet i den tidlige Meiji-periode (siden 1874). Det var ikke et magasin i litterær forstand, men det spillede ikke desto mindre en stor rolle i udbredelsen af ideen om doujinshi. Det første magasin til at udgive doujinshinoveller var Garakuta Bunko (我楽多文庫), grundlagt i 1885 af forfatterne Ozaki Kōyō and Yamada Bimyo. Doujinshiudgivelse nåede sit højdepunkt i den tidlige Showa-æra som et talerør for datidens kreative ungdom. Skabt og distribueret i små kredse af forfattere eller nære venner bidrog det i betydeligt omfang til fremkomsten og udviklingen af shishosetsu-genren. I efterkrigsårene aftog udgivelsen af doujinshi som reprænsentation for forskellige litterære skoler og nye forfattere, gradvist erstattet af litterære tidsskrifter som Gunzo og Bungakukai. En bemærkelsesværdig undtagelse var dog Bungei Shuto (文芸首都 bogst. Litterær kapital), udgivet 1933-1969. Enkelte doujinshimagasiner overlevede ved hjælp af officielle litterære tidsskrifter, og et par stykker er stadig aktive.
Op gennem 1980'erne skiftede indholdet i doujinshi fra at være domineret af originalt stof til hovedsageligt at være parodier eller videredigtning af eksisterende serier.
I 2008 blev en hvidbog om otaku-industrien udgivet, der anslog indtægterne fra salg af doujinshi i 2007 til 277,3 mia. yen eller 14,9 % af hvad otakuerne i alt bruger på deres hobby.

## Opfattelser
John Oppliger fra AnimeNation har udtalt, at det at lave doujinshi er meget populært blandt japanske fans men ikke hos de vestlige fans. Oppliger hævdede at det var fordi, at japanerne er vokset op med animation og manga "som en konstant følgesvend", japanske fans "er mere intuitivt tilbøjelige" til at skabe eller digte videre på eksisternde manga og anime i form af doujinshi. Fordi vestlige fans har en "mere ren" visuel oplevelse, da de fleste af dem ikke kan forstå det japanske sprog, originalsproget for anime, foretrækker de fleste af dem i stedet at sammensætte scener fra anime til musikvideoer.
I vesten opfattes doujinshi ofte som videredigtning af af eksisterende værker i stil med fanfiktion og næsten altid pornografisk. Det er delvist sandt: doujinshi er ofte, men ikke altid, parodier, videredigtning eller alternative fortolkninger af populære mangaer, spil eller animeserier og kan ofte involvere seksuelle handlinger. Der bliver dog også lavet mange doujinshi uden seksuelt indhold. Touhou-serien er for eksempel kendt for den store mængde af doujinshi bygget over den, som ikke er af pornografisk art. Grupper der udgav ting kun for voksne udgjorde således kun omkring 10 % ved det årlige Touhou-arrangement Reitaisai i 2008.

## Typer af doujinshi
Ligesom deres mere professionelle modparter, udgives doujinshi indenfor en række forskellige genrer og typer. Grundet målgruppen er visse temaer dog mere fremherskende, ligesom der er nogle få overordnede punkter, publikationerne kan inddeles efter. Helt overordnet kan de således inddeles i originale værker og aniparo-værker, der er parodier på eksisterende animeer og mangaer.
Et populært tema for doujinshier baseret på eksisterende serier er ligesom i fanfiktion udforskningen af ikke-kanoniske paringer af figurer i en given serie. Mange sådanne publikationer involverer yaoi eller yuri (genre) med to eller flere mandlige hhv. kvindelige figurer, enten som ikke-kanoniske par eller som opfølgning på hentydninger i de officielle serier.
Mange doujinshier hvad enten de er baseret på eksisterende serier eller er originale indeholder stof af decideret seksuel karakter. Dette både på grund af den store efterspørgsel efter netop dette, og fordi mange forlag ikke tillader den slags i deres udgivelser. Her giver doujinshi så mulighed for at gengive figurer fra populære serier i færd med seksuelle aktiviteter. I den engelsksprogede del af verdenen kendes sådanne værker til dels som "H-doujinshi", på linje med japanernes tidligere brug af bogstavet H til at angive erotisk stof. Japansk har imidlertid bevæget sig over mod ordet ero, og således bruges begrebet ero manga (エロ漫画) næsten udelukkende til at markere doujinshier for voksne. Nogle benyttes også betegnelserne "for adults" (成人向け, seijin muke) eller 18-kin (18禁), en forkortelse for "forbudt for børn under 18" (18歳未満禁止). Modsat findes så også betegnelsen ippan (一般) for publikationer uden seksuelt stof, og som kan læses af alle.

## Comiket
Japans og verdens største træf for doujinshi og tegneserier i øvrigt er Comicket (kort for "Comic Market"), der afholdes over tre dage i både august og december i Tokyo. Det afholdtes første gang i december 1975 med kun 32 deltagende kredse og anslået 600 besøgende. Omkring 80 % af disse var kvinder, men andelen af mænd er steget siden. Ligesom antallet af besøgende i det hele taget, der har rundet den halve million per gang og følgelig gjort Comicket til et kendt arrangement.

## Ophavsret
Doujinshier der er baseret på eksisterende serier er som regel i strid med den japanske ophavsretslov, da der er tale om afledte værker, der normalt er skabt og offentliggjort uden de originale skaberes tilladelse. Ikke desto mindre har Comiket stadig lov at fortsætte med som nævnt over en halv million besøgende ad gangen. Imidlertid kan doujinshier også være givtige for det kommercielle mangamarked, i det de giver aspirerende mangaka mulighed for at øve sig, og doujinshiskabere med talent kan blive kontaktet af forlagene. Denne praksis har eksisteret siden 1980'erne. Salil Mehra, juraprofessor ved Temple University har fremsat den hypotese, at fordi doujinshimarkedet faktisk gør mangamarkedet mere produktivt, sker der ikke retsforfølgelse, da det vil gå udover branchen selv.
Der har dog været et par bemærkelsesværdige eksempler på retslige skridt overfor doujinshi. I 1999 blev forfatteren af en erotisk Pokemon-manga sagsøgt af Nitendo. Dette skabte furore i medierne og en akademisk analyse af de retslige forhold for doujinshi. På det tidspunkt var den legale analyses konklusion nærmest at doujinshi skulle overses da de produceredes af amatører til endagsarrangementer og ikke solgtes på det kommercielle marked.
I 2006 modtog en kunstner, der solgte et forestilt "sidste kapitel" af den aldrig afsluttede serie Doraemon, en advarsel fra boet efter forfatteren Fujiko F. Fujio. Kunstnerens skabelse lignede tilsyneladende den rigte Doraemon-manga til forveksling. Han stoppede distributionen af sine doujinshi og sendte frivilligt kompensation til forlaget. Forlæggeren bemærkede ved den lejlighed, at doujinshi normalt ikke var noget, der bekymrede ham. Yomiuri Shinbun bemærkede "Fanhæfter skaber normalt ikke mange problemer, så længe de kun sælges ved endagsarrangementer" men citerede en ekspert for at sige, at på grund af deres voksende popularitet burde der etableres ophavsretsligt system.